# Dead Stop (band)
Dead Stop is een gewezen hardcore punk band uit België. De band was sterk beïnvloed door de hardcore punk uit begin jaren 1980 zoals: Antidote, Negative Approach, Minor Threat.

## Biografie
Het idee voor de band ontstond in 2001 wanneer bassist Kris, Drummer Gert en Gitarist Michiel samen een band wilden oprichtten. Dit in de stijl van de hardcore punk uit begin jaren '80. Op een concert leerden ze de latere zanger Lino kennen. De band begon officieel in 2002. Ze brachten eerst een demo uit en in 2002 volgde dan de EP "Dead Stop". Later volgden nog 2 full albums namelijk: "Done With You" (2004) en "Live For Nothing" (2005). De band tourde door Europa en speelde o.a. in België, Duitsland en Nederland. De band tourde ook door de Verenigde Staten. In 2006 gaf de band hun laatste optreden, dit in de Lintfabriek in Kontich.

## Discografie
Van Dead Stop zijn zes gepubliceerde muziekuitgaven bekend:
- Demo (2002)
- Self-Titled (aka I Just Want To Take A Walk) 7" (2002)
- Live at Lintfabriek Kontich (2003)
- Done With You LP (2004)
- Live For Nothing LP (2005)
- 6 Covers

## Leden
| Functie     | Naam                      |
| ----------- | ------------------------- |
| Zanger      | Lino Van Reeth            |
| Gitarist    | Michiel van Cleuvenbergen |
| Basgitarist | Kris Coorde               |
| Drummer     | Gert Jacobs               |